# Jean-Louis Béland
Pour les articles homonymes, voir Béland.
Jean-Louis Béland, né à Saint-Gilles en 1932, est un aviculteur, sylviculteur et homme politique québécois.
Il est député à l'Assemblée nationale du Québec de la circonscription de Lotbinière de 1970 à 1973, sous la bannière du Ralliement créditiste du Québec.

## Biographie
Il étudie à l'École d'agriculture de Sainte-Anne-de-la-Pocatière en industrie animale, à l'École forestière de Duchesnay en sylviculture à Guelph en Ontario en aviculture et à l'Université Laval en organisation et financement des entreprises.
De 1957 à 1970, il est aviculteur et sylviculteur à son compte.
Outre son parcours en aviculture et sylviculture, Jean-Louis Béland est commissaire d'école, fondateur et président de la caisse d'établissement Bellerive de Saint-Romuald, secrétaire de la Jeunesse agricole catholique, secrétaire et président du syndicat local, puis directeur régional de l'Union catholique des cultivateurs. Il est également président de l'Office des producteurs de bois de Lotbinière de 1969 à 1970, ainsi que président du conseil paroissial de pastorale et directeur du laïcat. À partir de 1952, il est membre de l'ordre des Chevaliers de Colomb 3e degré, puis 4e degré à compter de 1965.
De 1963 à 1965 et en 1969, il préside l'Association du Ralliement créditiste du comté de Lotbinière. Il est élu député à l'Assemblée nationale du Québec du Ralliement créditiste du Québec de Lotbinière en 1970. Durant son mandat, le parti est en proie à des divisions internes. Alors que trois députés restent fidèles au chef Camil Samson, Jean-Louis Béland et le reste du caucus retirent leur soutien et nomment Armand Bois comme chef temporaire, jusqu'à ce qu'un congrès à la direction puisse déterminer un nouveau chef.
Béland se représente aux élections de 1973, mais est défait. Il est par la suite maire de Saint-Gilles de 1975 à 1977. Il se présente dans la circonscription de Frontenac aux élections fédérales de 1979, mais n’est pas élu.
De 1973 à 1976, il est conseiller en épargne, avant de redevenir aviculteur et sylviculteur à partir de 1976. Il est représentant pour le Club automobile de Québec de 1981 à 1996, année où il prit sa retraite. De 1981 à 2000, il a été directeur, puis vice-président de l'Assurance mutuelle de Lotbinière.